# Condado de Walla Walla
El condado de Walla Walla (en inglés: Walla Walla County), fundado en 1854, es uno de 39 condados del estado estadounidense de Washington. En el año 2009, el condado tenía una población de 59,059 habitantes y una densidad poblacional de 17 personas por km². La sede del condado es Walla Walla.

## Geografía
Según la Oficina del Censo, el condado tiene un área total de 3364 km² (1298,8 mi²), de la cual 3292 km² (1271,0 mi²) es tierra y 75 km² (29,0 mi²) (2.21%) es agua.

### Condados adyacentes
- Condado de Columbia (este)
- Condado de Umatilla (Oregón) (sur)
- Condado de Benton (oeste)
- Condado de Franklin (noroeste)

### Áreas protegidas
- Refugio Nacional de Vida Salvaje McNary
- Bosque Nacional Umatilla (parte)
- Sitio Histórico Nacional Misión Whitman

## Demografía
Según el censo de 2000, había 55,180 personas, 19,647 hogares y 13,242 familias residiendo en la localidad. La densidad de población era de 17 hab./km². Había 21,147 viviendas con una densidad media de 6 viviendas/km². El 85.32% de los habitantes eran blancos, el 1.69% afroamericanos, el 0.84% amerindios, el 1.11% asiáticos, el 0.22% isleños del Pacífico, el 8.24% de otras razas y el 2.27% pertenecía a dos o más razas. El 15.68% de la población eran hispanos o latinos de cualquier raza.
Los ingresos medios por hogar en la localidad eran de $35,900, y los ingresos medios por familia eran $44,962. Los hombres tenían unos ingresos medios de $34,691 frente a los $24,736 para las mujeres. La renta per cápita para el condado era de $16,509. Alrededor del 15.10% de la población estaban por debajo del umbral de pobreza. 

## Localidades
- Burbank
- College Place
- Dixie
- Garrett
- Prescott
- Touchet
- Waitsburg
- Walla Walla
- Walla Walla East
- Wallula

### Otras comunidades
- Lowden

## Transporte

### Carreteras principales
- U.S. Route 12